# Královna máje

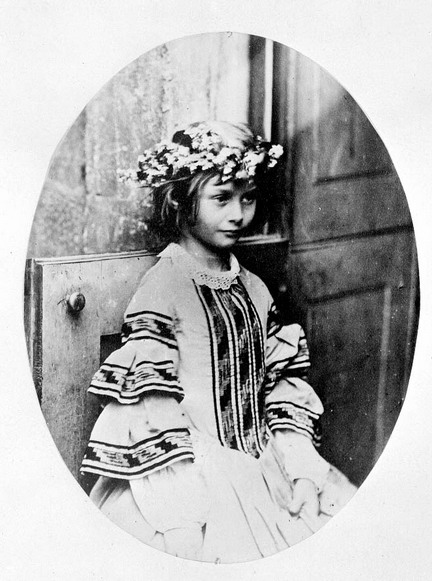
Alice Liddel jako královna máje na fotografii Lewise Carrolla, 1860

Královna máje, anglicky May Queen nebo Queen of May, je v anglickém folklóru dívka či mladá žena s květovou korunou, která představuje personifikaci prvního května. Ve své starší podobě prvomájové oslavy zahrnovaly volbu „pána a paní“, kteří dohlíželi na průběh celé události, volených mezi prostým lidem. Později se pozornost zaměřila výhradně na ženu – královnu máje. Volba byla oblíbeným zvykem především v pozdně viktoriánském a eduardovském období, kdy královnou typicky byla mladá dívka oblečená v bílém a korunovaná květy, která byla doprovázena „dvorem“ dalších dívek. Královna máje byla v té době chápána jako symbol čistoty a jara. Klasický badatel Martin L. West spojuje zvyk volby královny máje s hypotetickou praindoevropskou bohyní zvanou Dcera Slunce a německým zvykem „aukce“ nevěsty na prvního máje nebo velikonoční pondělí. V české lidové kultuře byla podobná královna volena během letničních králenských slavností.
Ve Wicce je Královna máje volena na svátek Beltaine slavený v předvečer prvního května a je chápána jako protivnice Královny zimy či Bohyně v aspektu Stařeny. Je spojována s Bohyní v aspektu Panny, se římskou bohyní Florou, artušovskou Guinevere a pannou Marianou z příběhů o Robinovi Hoodovi.